# 虚偽性障害
虚偽性障害（きょぎせいしょうがい、英: Factitious disorder）は、症状を作り出す薬を持っているなど直接的な証拠があり、義務を避けたり利害を得るといった動機がないにもかかわらず、病者を装いたいという動機によって病者を意図的にふるまう精神障害。1994年の『精神障害の診断と統計マニュアル』第4版（DSM-IV）では独立した分類であったが、2013年の第5版のDSM-5では身体症状症および関連症群に含まれ、作為症の診断名も併記される。
患者は、症状のふりや誇張、あるいは悪化を訴え病人の役割を引き受けることで満足感を得る。徴候、症状は身体的、精神的なものの両方がある。その最も重症なタイプはミュンヒハウゼン症候群である。病人として医師や看護師に大切にされるという、病気利得を得ることが目的である。
一方、詐病では、裁判、刑罰、徴兵を逃れたり、保険金、金銭などもっと了解可能な利益に関する動機がある。

## 定義
精神医学的障害の一種である。

## 病型
DSM-IVの医学分類では、心理的症状が優勢な虚偽性障害と身体的症状が優勢な虚偽性障害に二分される。
「心理的徴候と症状が優勢なもの」(DSM-IV：300.16）
あらゆる同情をひくことができる精神病でおこりうる。精神疾患を疑わせる症状の意図的産出若しくは偽装をする。
「身体的徴候と症状が優勢なもの」(DSM-IV：300.19)
腫瘍、なかなか治らない傷、痛み、低血糖、貧血、出血、痙攣、めまい、失神、嘔吐、下痢、原因不明の発熱などの症状を訴える事が多い。身体的症状が優勢な虚偽性障害の内、特に重症で慢性のものをミュンヒハウゼン症候群と呼ぶ。
「心理的および身体的徴候と症状を併せ持つもの」(DSM-IV：300.19)
心理的、身体的双方共に症状を訴えるがどちらが優勢か区別できないものである。分類上は、「身体的徴候と症状が優勢なもの」と同じに扱われる。
精神関係の相談に応じた患者の約1%が、虚偽性障害と診断される。高度医療を要する医療機関における有病率は、更に高くなると言われている。患者の比率は男性より女性が多いが、慢性型のミュンヒハウゼン症候群は、男性に多いと言われている。

## 詐症の手口
この障害の人は、急性の身体症状を訴え、病院を訪れては応急処置や検査を受ける。病気を装う手口として、最も有名なものには発熱がある。監視者の目を盗んで体温計を擦り摩擦熱で発熱を訴えるといった方法が使われる。
他には、砂糖を尿に混ぜ糖尿病を装う、卵白を尿に混ぜて腎臓病を装う、繰り返し同じ箇所を自傷してなかなか治らない傷を作るなど、様々な方法を使って入院しようとする。
また、心理的症状が優勢なケースの場合、意図的に大雑把や間違った答えを行ったり、精神疾患の症状を意図的に作り出すために、精神に作用する物質・薬などを利用する場合がある。

## 詳細
世話を受け続けることが人生となっている。
この障害の持ち主は、自分の病気の遍歴を劇的に語るが、詳細に問われるとその中身が急に曖昧で、一貫性が無くなる。また、病気に関してきわめて聞き手の興味を持たせる話をすることが多い。
一般的に医学用語や病院に関する知識が豊富であり、これらの用語を駆使して嘘の病状を訴える空想虚言癖を持つ事が多い。最初に訴えた症状が陰性だと分かると新たな訴えを始め、虚偽症状を作り出す。また病院によって、症状を否定・虚偽だと通告されると、即座に退院し、別の病院へ放浪したりすることもある。
この症状をもつ人の根本的な動機は、被虐嗜好や幼児期の満たされなかった愛情を満たすことであり、そのため、一般の人が避ける手術などを世話をしてもらえるという理由で、積極的に受けたがる。
しかし、嘘はいつまでも通用せず、矛盾した検査結果などで作為的な身体症状である事が暴露される。反応は、多くの場合逃げ出す事で、他の病院で新たな身体症状を作り上げて入院するといったことを繰り返す。医者は、治療の努力を裏切られた事から怒りをもつ事が多い。身体症状領域だけでなく、精神病領域でも約0.7%の虚偽性障害の人がいる。
この障害では、本人だけでなく子供などを利用する場合があり、そのときも騙すための手口は同じである。騙すための手段や、不必要な手術を経ることによって、実際に子供がダメージを負う事が多く、死に至る場合もある。親と引き離すことによって「病状」は回復する。これは代理ミュンヒハウゼン症候群と呼ばれる。

## 診断
常に、真の病気は同時に存在しうる。医療を受けてきたことが原因で、真の病気となっていることも少なくない。
身体症状症では、意識的に症状を装っていない。